# یواس‌اس اس‌سی-۲۰
یواس‌اس اس‌سی-۲۰ (به انگلیسی: USS SC-20) یک زیردریایی بود که طول آن ۱۱۰ فوت (۳۴ متر) بود. این زیردریایی در سال ۱۹۱۷ ساخته شد.